# Filippo Lippi
(Cristoforo Landino)
Fra Filippo di Tommaso Lippi (Firenze, 23 giugno 1406 – Spoleto, 9 ottobre 1469) è stato un pittore italiano.

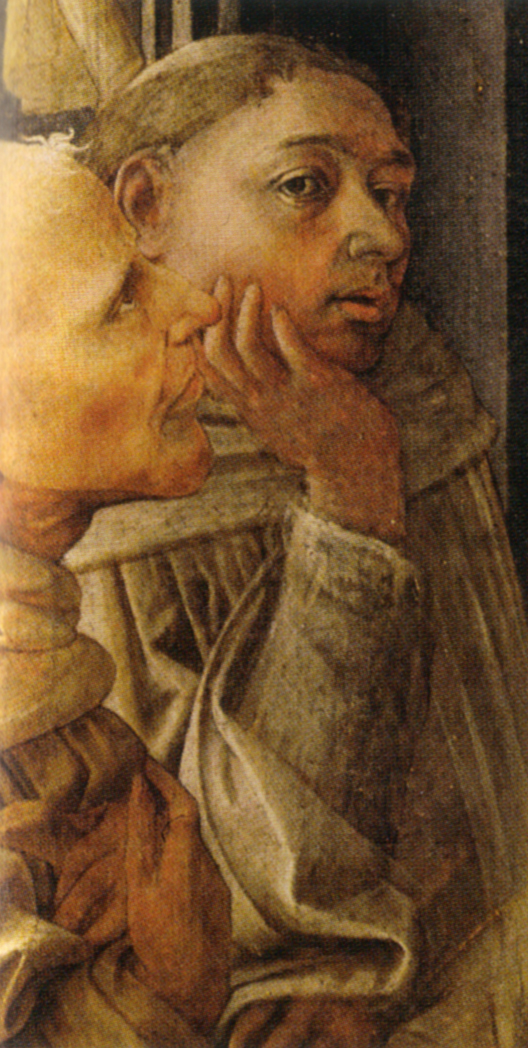
Autoritratto di Filippo Lippi, dettaglio dell'Incoronazione della Vergine, 1441-1447 circa

Fu, con Beato Angelico e Domenico Veneziano, il principale pittore attivo a Firenze facente parte della generazione che seguì le orme del Masaccio. Dopo un periodo iniziale, di stretta aderenza masaccesca, pur arricchita di spunti tratti dalla vita reale, come nelle opere coeve di Donatello e Luca della Robbia, Lippi si orientò gradualmente verso uno spettro più ampio di influenze, che comprendeva anche la pittura fiamminga.
In seguito il suo stile si sviluppò verso una predominanza della linea di contorno ritmica su tutti gli altri elementi, con figure snelle, in pose ricercate e dinamiche, su sfondi scorciati arditamente in profondità. Il suo stile, nell'età laurenziana, divenne predominante in area fiorentina, costituendo le basi su cui pittori come Botticelli cocrearono il proprio stile.

## Biografia

### Formazione (1406-1437)
Filippo di Tommaso Lippi nacque a Firenze nel 1406 dal beccaio (macellaio) Tommaso di Lippo e da Antonia di ser Bindo Sernigi, che morì di parto. A due anni fu affidato, insieme al fratello Giovanni, a monna Lapaccia, sorella del padre. All'età di otto anni, nel 1414, venne messo insieme al fratello dai frati carmelitani del vicino convento del Carmine. L'8 giugno del 1421, Filippo prese i voti, mantenendo lo stesso nome di battesimo. Nel 1424 assisté alla decorazione, da parte di Masolino da Panicale e Masaccio, della cappella Brancacci, che ebbe un ruolo fondamentale nella sua vocazione artistica. Altri modelli su cui il ragazzo si formò furono le novità scultoree di Donatello, Luca della Robbia, Nanni di Banco e Brunelleschi.
Nel luglio 1424 fu a Pistoia e a Siena, mentre nell'agosto 1426 viaggiò a Prato. Nel 1430 i documenti del convento lo definiscono per la prima volta «dipintore». Del 1431 è l'affresco Il conferimento della regola del Carmelo nel convento del Carmine, e la contemporanea Madonna Trivulzio, entrambe opere segnate dall'influenza della pittura plastica di Masaccio.
Forse nel 1432 lasciò il convento di Firenze per Padova: i successivi documenti che lo ricordano con certezza sono del 1434 quando il 1º luglio ricevette undici once di oltremarino per dipingere il Tabernacolo delle Reliquie nella Basilica del Santo a Padova. Varie fonti menzionano una serie di opere per Padova, tra cui, in collaborazione con Ansuino da Forlì, gli affreschi della cappella del Podestà, ma tutta la sua attività di questo periodo è andata perduta. Nella città patavina il Lippi entrò in contatto con la pittura fiamminga e con il colore veneto.
Di questi anni è anche un episodio raccontato da Matteo Bandello: "E trovandosi nella Marca d'Ancona, diportandosi un giorno con certi amici suoi in una barchetta per mare, furono tutti insieme dalle fuste de' Mori, che per quei luoghi scorrevano, presi e menati in Barberia, essendo ciascuno di loro condotto alla catena in servitù e tenuto schiavo, dove stette con molto disagio per XVIII mesi. Ma advenne un giorno, che avendo egli molto in pratica il padrone, gli venne commodità e capriccio di dipignerlo; per il che preso un carbone spento del fuoco, con quello tutto intero lo ritrasse co' suoi abiti indosso alla moresca, in un muro bianco. Fu da gli altri schiavi detto questo al padrone, perché a tutti un miracolo pareva, non s'usando il disegno né la pittura in quelle parti, e ciò fu cagione di dargli premio e di liberarlo da la catena dove per tanto tempo era stato tenuto".

### Bottega a Firenze (1437-1451)

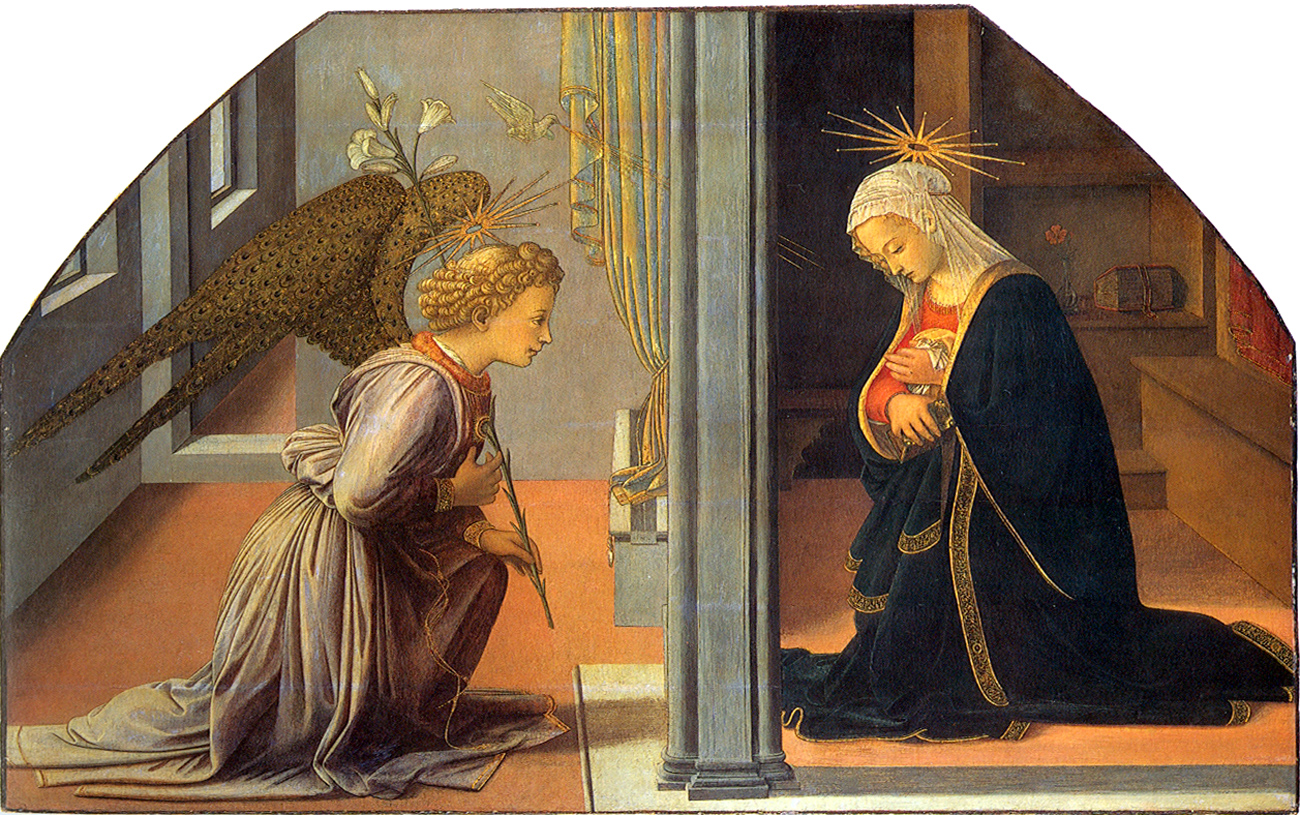
Annunciazione

Lasciata Padova tornò a Firenze, dove aprì una propria bottega nel 1437. In quell'anno dipinse la cosiddetta Madonna di Tarquinia, per il cardinale Giovanni Vitelleschi (opera datata), sia la Pala Barbadori per la chiesa fiorentina di Santo Spirito. In queste opere la componente lineare acquista maggiore importanza, le figure si allungano e addolciscono, senza perdere in plasticità, e vengono avvolte e non più sbalzate dalla luce. Nel 1438 è citato in una lettera di Domenico Veneziano a Piero de' Medici in cui Filippo Lippi viene equiparato a Beato Angelico come migliore artista attivo in città. Dal 1439 è probabile Filippo che non abitasse più nel convento ma avesse casa per conto suo e, sempre in quell'anno, Lippi scrisse a Piero de' Medici cercando affannosamente di scambiare una sua tavola ancora incompiuta con cibo e vestiti (il dipinto è probabilmente il San Girolamo penitente del museo di Altenburg).
Per il monastero delle Murate di Firenze realizzò, tra il 1443 e il 1445, l'Incontro alla Porta d'Oro: si tratta probabilmente di parte della predella della pala stessa.
Per la chiesa di Sant'Andrea a Botinaccio dipinge una Madonna col Bambino (1440-1445 circa), oggi conservata presso il Museo di arte sacra di Montespertoli.

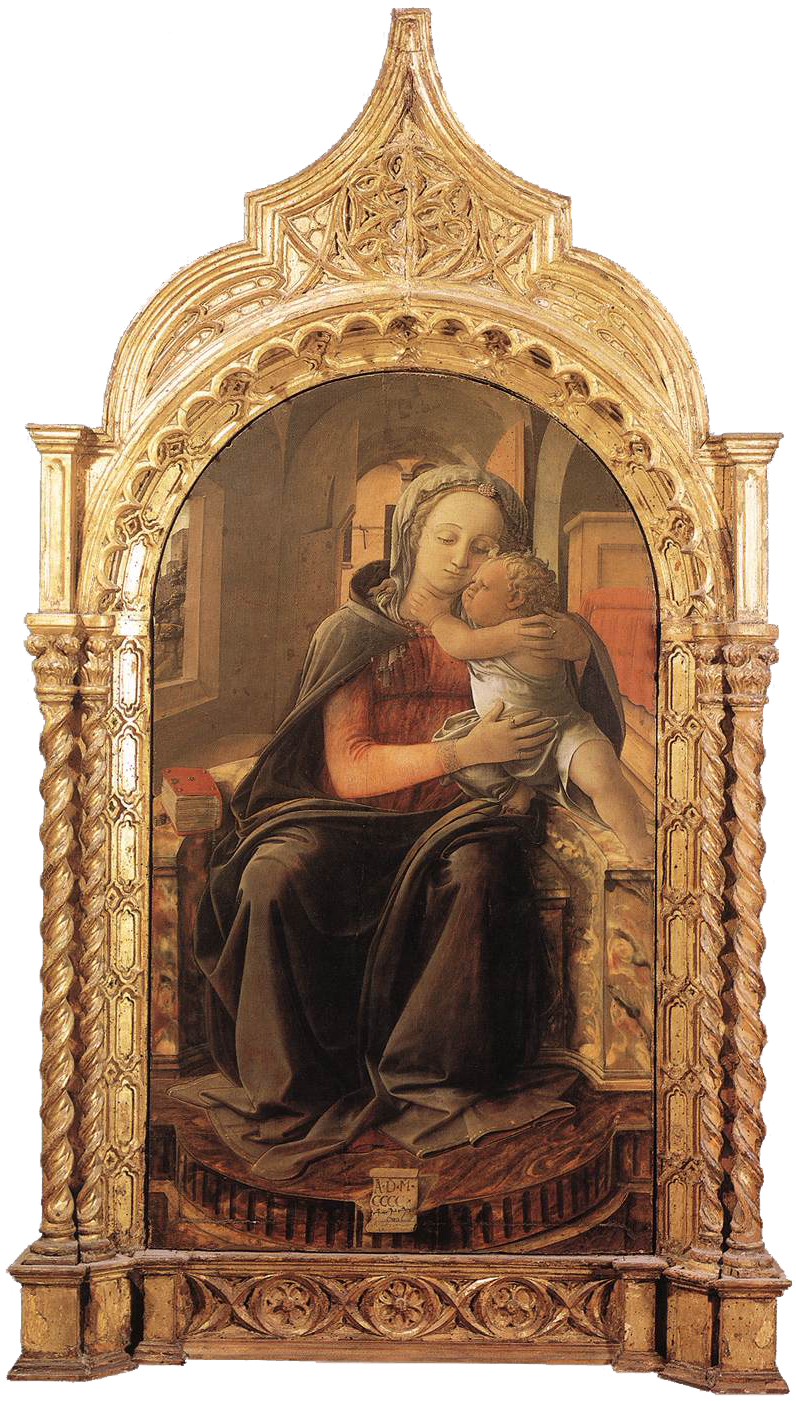
La Madonna di Tarquinia

Fra il 1439 e il 1447 dipinse l'Incoronazione della Vergine degli Uffizi, commissionata dal canonico Francesco Maringhi per l'altar maggiore di Sant'Ambrogio. In quest'opera lavorarono con lui tre aiutanti, fra cui Fra Diamante. Per la famiglia Martelli, che deteneva il patronato della cappella degli Operai in San Lorenzo, dipinse verso il 1440-1442 un'Annunciazione, che riprendeva i modi dell'Annunciazione Cavalcanti di Donatello. Al 1440 risalgono le pitture della cassa per la beatificazione di Andrea Corsini (già vescovo di Fiesole, santificato nel 1624).
Il 23 febbraio 1442 fu nominato da papa Eugenio IV «Rettore e Abate Commendatario» a vita della chiesa di San Quirico a Legnaia, vicino a Firenze. Nel 1443 per il convento delle Murate dipinse un'Annunciazione.
Lavorò alla cancelleria del Palazzo della Signoria verso il 1447, realizzando un'Apparizione della Vergine a san Bernardo.
Tra il 1448 e il 1450 eseguì la tavola Madonna col Bambino, oggi custodita a Parma presso la Fondazione Magnani-Rocca.
Di questi anni il Vasari scrisse: "Dicesi ch'era tanto venereo, che vedendo donne che gli piacessero, se le poteva avere, ogni sua facultà donato le arebbe; e non potendo, per via di mezzi, ritraendole in pittura, con ragionamenti la fiamma del suo amore intiepidiva. Et era tanto perduto dietro a questo appetito, che all'opere prese da lui quando era di questo umore, poco o nulla attendeva".
Nel 1450 avrebbe dovuto versare a Giovanni di Francesco del Cervelliera, suo discepolo, 40 fiorini ma, chiamato in giudizio, esibì la ricevuta di versamento falsificando la firma dell'allievo. Incarcerati e messi sotto tortura entrambi i pittori, in seguito alla confessione il Lippi venne scarcerato. L'11 settembre 1451 fu di nuovo sotto processo, per aver fatto eseguire alla propria bottega una tavola che il committente aveva richiesto di mano del maestro. Nello stesso anno il Lippi risultò essere proprietario di una casa non lontano dal Carmine. Il 19 maggio 1455, la rettorìa di San Quirico a Legnaia gli fu revocata, sia per la condanna del 1450 sia perché poco sollecito nei suoi doveri.

### A Prato, sotto protezione dei Medici (1452-1465)

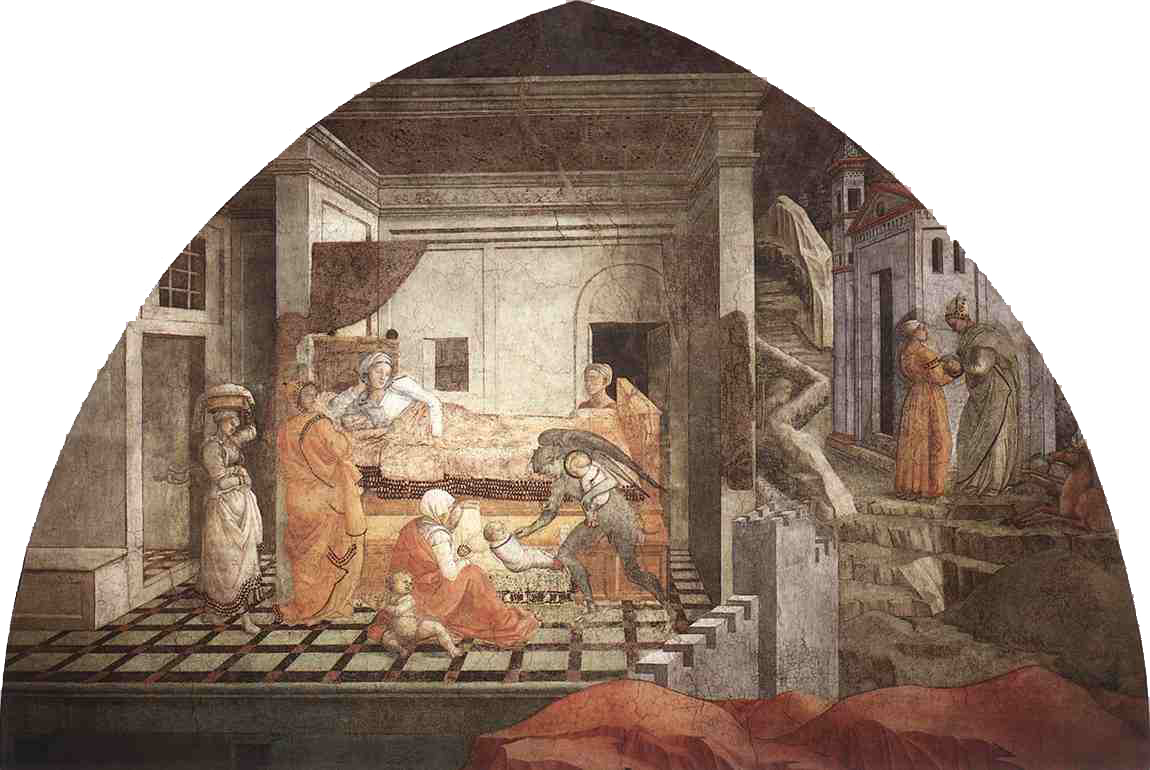
Nascita di santo Stefano, Duomo, Prato

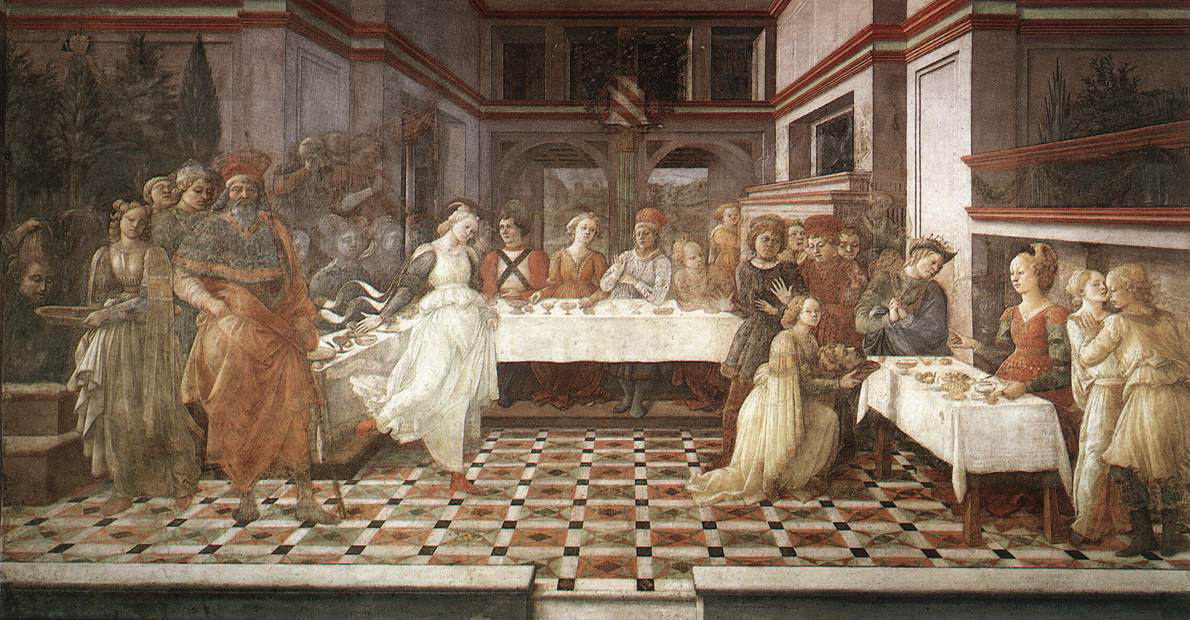
Banchetto di Erode, Duomo, Prato

Il comune di Prato stanziò nel 1452 per gli affreschi della cappella Maggiore di Santo Stefano e la vetrata la somma di 1.200 fiorini. Dopo aver ricevuto nel marzo dello stesso anno il rifiuto dell'Angelico, si decise di affidare l'incarico al Lippi, che accettò e si recò nella città vicino a Firenze. Gli affreschi vennero completati tredici anni dopo, nel 1465 fra interruzioni, richieste di denaro, solleciti, fughe e rinegoziazioni del contratto.
Nel frattempo dipinse molte altre opere. Per l'Opera Pia fondata da Francesco Datini fece la tavola detta Madonna del Ceppo oggi conservata al Museo Civico di Prato; per il preposto Geminiano Inghirami le Esequie di san Girolamo; per il convento di Annalena a Firenze il Tondo Cook e l'Adorazione del Bambino di Annalena; una pala per Alfonso I d'Aragona, commissionata da Giovanni de' Medici, di cui rimangono solo due pannelli laterali; le vele della volta sopra la tomba di Geminiano Inghirami nella chiesa pratese di San Francesco (perdute); l'Adorazione del Bambino di Camaldoli per la cella della famiglia Medici all'interno dell'Eremo.
La cosiddetta Lippina fu un "prototipo" per le successive rappresentazioni della Vergine col Bambino. A questo periodo, risalgono anche le quattro tavole con la Vergine Annunziata, Angelo annunziante, Sant'Antonio Abate e San Giovanni Battista, probabilmente elementi di arredo ecclesiastico.
Nel 1456, nominato cappellano del monastero pratese di Santa Margherita, venne incaricato di realizzare una pala raffigurante “La Madonna che dà la cintola a San Tommaso”. Per dipingere il volto di Santa Margherita Lippi chiese alla badessa una suora come modella. La scelta cadde sulla bellissima Lucrezia Buti, all’epoca appena ventenne, figlia del fiorentino Francesco Buti e di Caterina Ciacchi, monaca contro la propria volontà. Il giorno delle celebrazioni per l’ostensione della “Sacra  Cintola”, Lippi, con un finto rapimento, fece rifugiare Lucrezia nella sua casa pratese acquistata nel 1455. Nonostante lo scandalo e le pressioni della famiglia Buti, Lucrezia rimase a vivere con l'artista, finché nel 1461 papa Pio II, grazie all'intercessione di Cosimo de' Medici, sciolse dai voti il Lippi e la Buti, regolarizzando la loro posizione. Lucrezia fu spesso modella per Filippo e gli diede due figli: Filippino Lippi nel 1457 e, nel 1465, Alessandra.
Tra il 1458 e il 1460 Filippo lavorò alla coppia di lunette con la Annunciazione e i Sette santi per palazzo Medici. Sempre dello stesso periodo è l'Adorazione del Bambino di palazzo Medici, per l'altare della Cappella dei Magi. Forse in occasione della nascita di Lorenzo il Magnifico (1449), realizzò il Tondo Cook, iniziato da Beato Angelico, forse con Benozzo Gozzoli.

### Gli ultimi anni a Spoleto (1466-1469)
Nel 1466 l'Opera del duomo di Spoleto commissionò al Lippi gli affreschi con Storie della Vergine per la tribuna della cattedrale ed i lavori iniziano nel settembre 1467, venendo conclusi circa tre mesi dopo la morte del pittore da suoi collaboratori (soprattutto Fra Diamante). Il ciclo di affreschi è composto dall'Annunciazione, la Natività, la Morte della Vergine e la sua Assunzione in cielo. Nell'affresco raffigurante la Morte della Vergine è visibile l'autoritratto del pittore in uno dei personaggi raffigurati alla destra del letto (con il mantello bianco), nonché il probabile ritratto del figlio Filippino nella figura dell'angelo. Del 18 maggio 1467 è un Paliotto per la Compagnia dei Preti della Trinità di Pistoia. Del 1468 è la Circoncisione di Prato.
L'opera più famosa è la Madonna col Bambino e due angeli (1460-1465) agli Uffizi, tempera su tavola, caratterizzata dalla straordinaria spontaneità della rappresentazione. La Madonna siede su un trono di cui si intravede solo il morbido cuscino ricamato e il bracciolo intagliato, intenta a contemplare il figlio verso il quale rivolge un gesto di preghiera. Non ha finora trovato conferma l’ipotesi che il volto della Vergine sia quello di Lucrezia Buti, la giovane monaca pratese amante di Filippo Lippi. La composizione ebbe fin da subito grande successo e fu presa a modello da molti artisti, fra i quali il giovane Botticelli, allievo del frate pittore. Non sappiamo tuttavia quale fosse l’originaria destinazione di questa immagine sacra; le prime notizie note risalgono alla fine del XVIII secolo, quando si trovava nella Villa medicea del Poggio Imperiale a Firenze. 

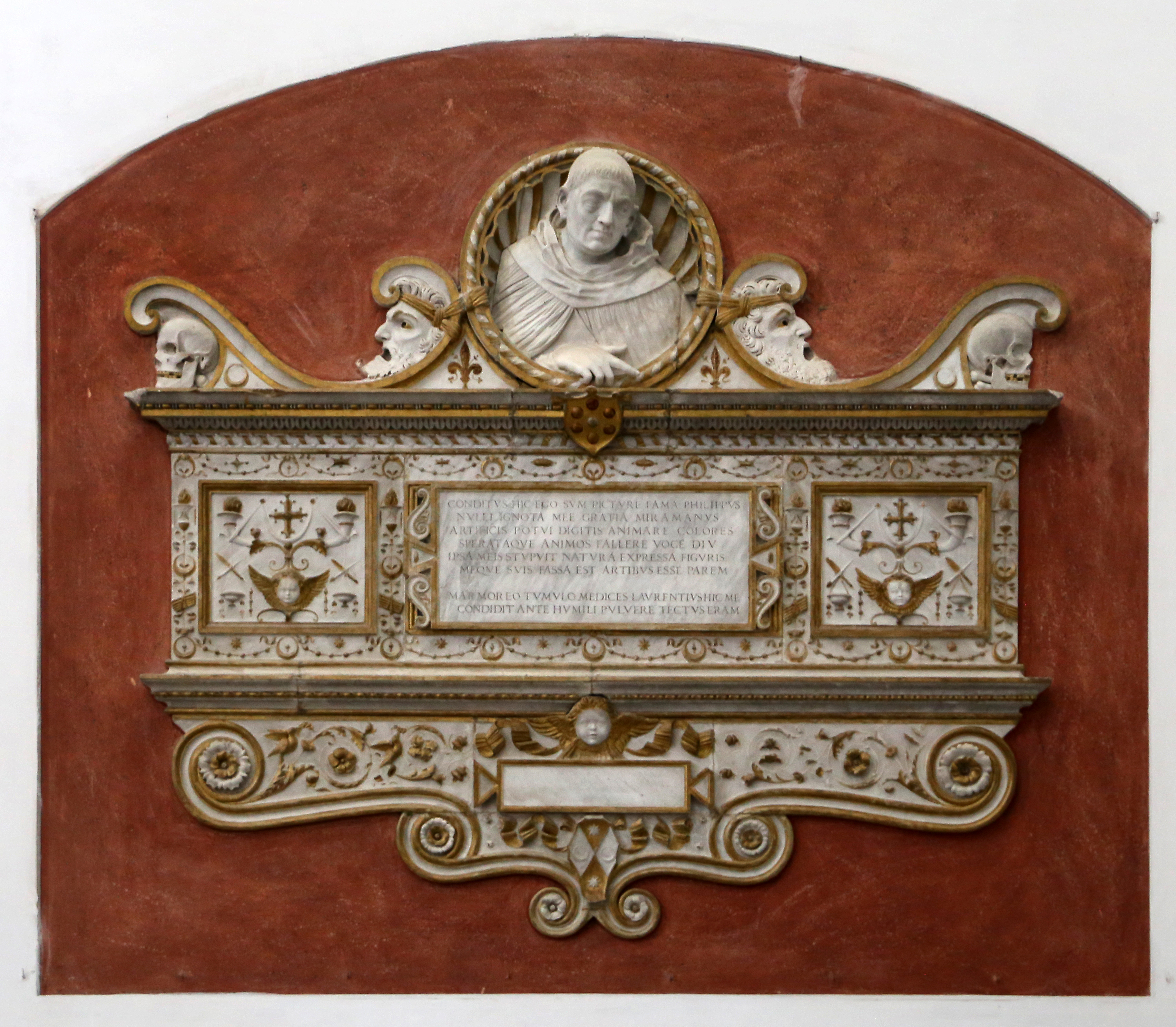
Sepolcro in marmo con busto di Filippo Lippi

Filippo morì nel 1469 e fu sepolto nella cattedrale di Spoleto. Il figlio Filippino, avviato già alla carriera artistica, disegnò il sepolcro in marmo con busto e Angelo Poliziano scrisse l'epitaffio:
Conditus hic ego sum picturae fama Philippus,
Nulli ignota meae est gratia mira manus.
Artificis potui digitis animare colores,
Sperataque animos fallere voce diu.
Ipsa meis stupuit natura expressa figuris,
Meque suis fassa est artibus esse parem.
Marmoreo tumulo Medices Laurentius hic me
Condidit, ante humili pulvere tectus eram.

## Opere

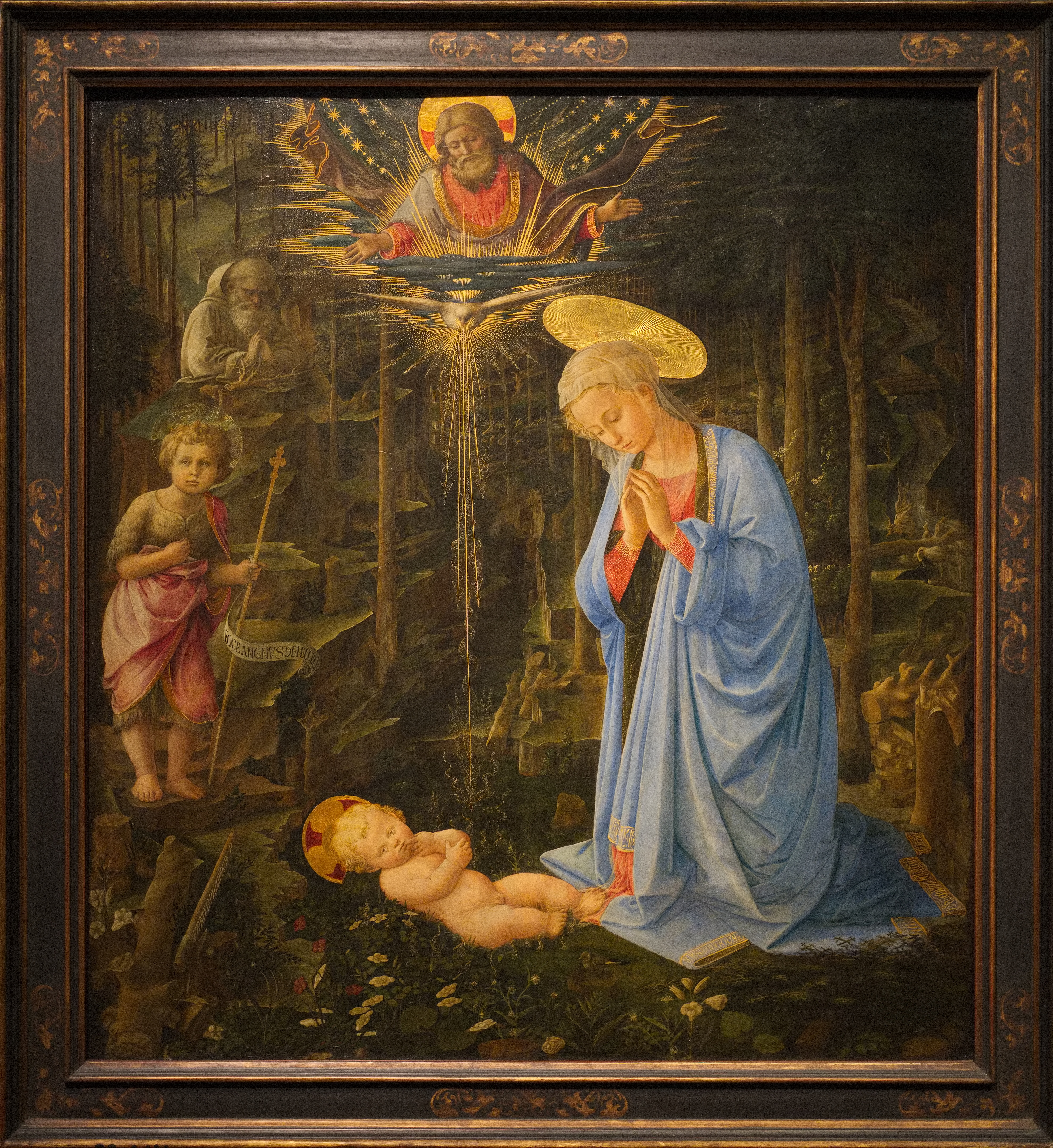
Medici Pala, circa 1459, Gemäldegalerie, Berlino
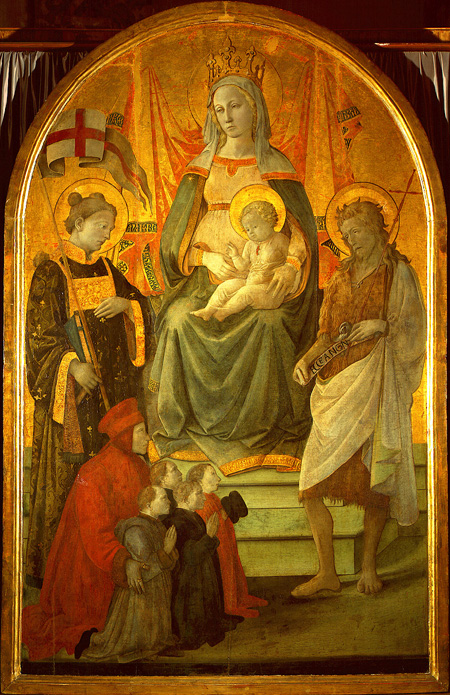
Madonna del Ceppo, Museo Civico di Prato
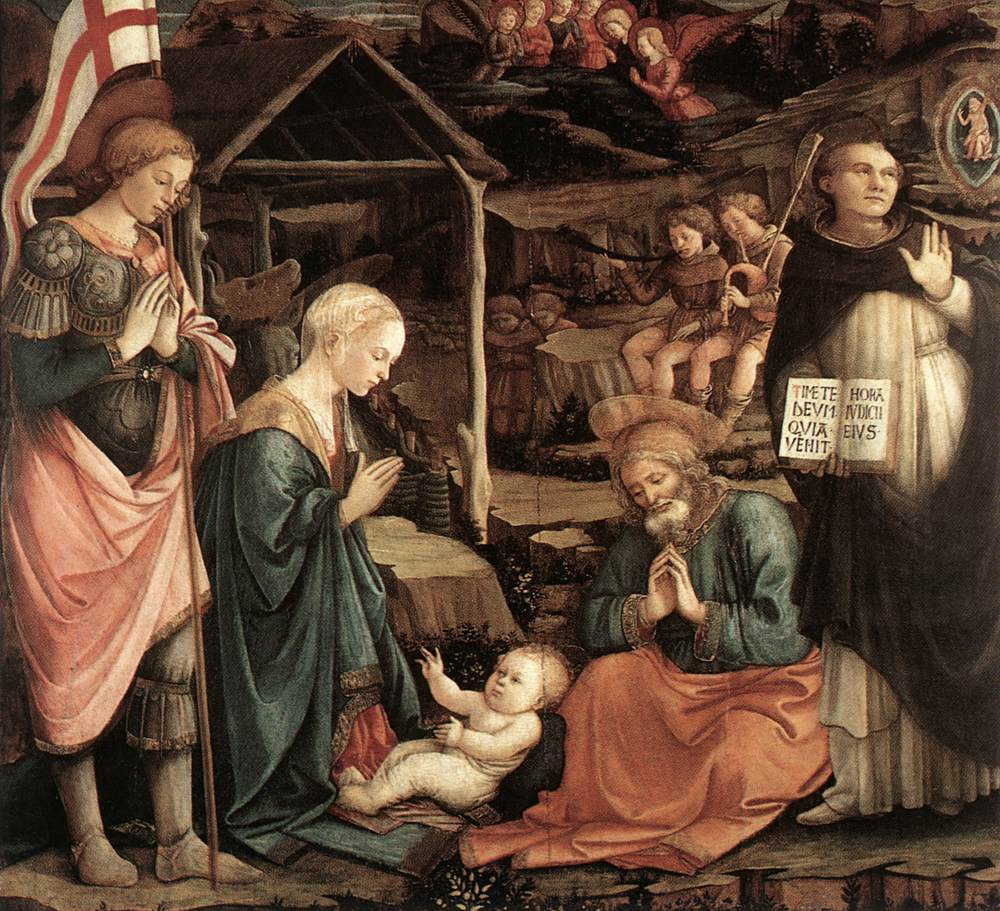
Adorazione del Bambino di San Vincenzo Ferrer, Museo Civico di Prato